# Parma unifasciata
 Parma unifasciata és una espècie de peix de la família dels pomacèntrids i de l'ordre dels perciformes.

## Morfologia
Els mascles poden assolir els 18 cm de longitud total.

## Distribució geogràfica
Es troba a Austràlia: entre Noosa Head (Queensland) i Montague Island (Nova Gal·les del Sud).